# Oksana Neupokoeva
Oksana Ivanovna Neupokoeva (in russo Оксана Ивановна Неупокоева?; 14 gennaio 1976) è un'ex biatleta russa.

## Biografia
In Coppa del Mondo esordì il 29 novembre 2007 a Kontiolahti (32ª) e ottenne il primo podio il 16 dicembre 2007 a Pokljuka (2ª).
In carriera prese parte a un'edizione dei Campionati mondiali, vincendo una medaglia.

## Palmarès

### Mondiali
- 1 medaglia:
  - 1 bronzo (staffetta mista[1] a Östersund 2008)

### Coppa del Mondo
- Miglior piazzamento in classifica generale: 35ª nel 2009
- 2 podi (entrambi a squadre), oltre a quello conquistato in sede iridata e valido anche ai fini della Coppa del Mondo:
  - 1 secondo posto
  - 1 terzo posto